# 환경 빅딜
환경 빅딜은 이해관계가 엇갈리는 자치단체간의 협상을 통해 지역 이기주의인 이른바 님비(NIMBY) 현상과 입지선정 문제를 해결하는 방안에 관한 정책용어이다. 지속 가능한 발전을 위한 정책 거버넌스라고 할 수 있다.

## 사례
- 대한민국 최초의 환경 빅딜은 지리적으로 인접한 두 자치단체인 서울특별시 구로구와 경기도 광명시가 광명시의 자원회수시설과 서울시의 하수처리장을 공동으로 이용하기로 2000년 4월 18일에 맺은 협약이다.[1]